# The Raggle Taggle Gypsy

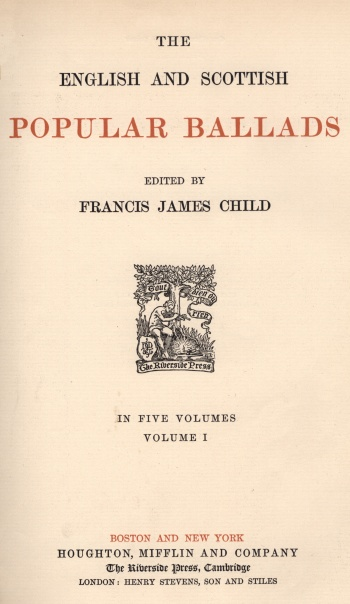
Copertina di "English and Scottish Popular Ballads" di Francis James Child

The Raggle Taggle Gypsy è una canzone popolare tradizionale nata come ballata di confine scozzese ed è molto popolare in Gran Bretagna, Irlanda e Nord America.  Nomi alternativi comuni sono "Gypsy Davy", "The Raggle Taggle Gypsies O", "The Gypsy Laddie(s)", "Black Jack David (o " Davy)" e " Seven Yellow Gypsies".
Nella tradizione folcloristica la ballata era estremamente popolare, diffusa in tutto il mondo anglofono dai giornali e dalla tradizione orale. Secondo Roud e Bishop "Sicuramente tra le prime cinque ballate in termini di popolarità, e forse seconda solo a 'Barbara Allen', gli Zingari che rubano la signora, o, per dirla in altro modo, la signora che scappa con i sexy zingari, ha attirato l'attenzione dei cantanti di tutto il mondo anglofono per più di 200 anni." Per ovvi motivi, la canzone è stata a lungo una delle preferite dai membri della comunità itinerante.

## Significato
Il testo della canzone parla di una signora ricca che abbandona una vita di lusso per scappare con una banda di zingari. In alcune versioni c'è un individuo, di nome Johnny Faa o Black Jack Davy, mentre in altre c'è un leader e i suoi sei fratelli. In alcune versioni la dama è identificata come Margaret Kennedy, moglie del conte scozzese di Cassilis.
In una versione tipica, il signore torna a casa e trova la sua dama "fuggita con lo zingaro". A volte questo avviene perché gli zingari l'hanno incantata con il loro canto o addirittura hanno lanciato un incantesimo su di lei. Egli sella il suo cavallo più veloce per seguirla, la trova e la invita a tornare a casa, chiedendole "Lasceresti tuo marito e tuo figlio?". Lei tuttavia si rifiuta di tornare e in molte versioni preferisce il terreno freddo ("Che m'importa delle tue belle lenzuola di piume?") e la compagnia degli zingari alla ricchezza e al bel letto del suo signore.
Alla fine di alcune versioni il marito uccide gli zingari e la donna.

## Origine
Il primo testo potrebbe essere "The Gypsy Loddy", pubblicato nelle Roxburghe Ballads con una data assegnata al 1720. I primi versi di questa versione sono i seguenti:
C'erano sette zingari tutti in una banda,
Erano svelti e carini, oh;
Cavalcarono finché giunsero alla casa del conte di Castle,
E là cantarono dolcemente, O.
La dama del conte di Castle scese,
Con la cameriera accanto a lei;
Non appena videro il suo bel viso,

Hanno chiamato la nonna.
Nelle ultime due righe si presume che la frase Hanno chiamato la nonna sia un modo per dire Hanno lanciato un incantesimo. Questa è la motivazione in molti testi per cui la donna lascia il suo signore; in altri se ne va di sua spontanea volontà.
Una seconda versione si trova nel 1740 in Tea-Table Miscellany di Allan Ramsay, che includeva la ballata di "The Gypsy Johnny Faa ". Molte versioni successive sembrano riferirsi a questa, comprese le versioni del diciannovesimo secolo. Nick Tosches, nel suo Country: The Twisted Roots of Rock 'N' Roll , tratta parte del suo primo capitolo esaminando la storia della canzone. La ballata, secondo Tosches, racconta la storia di John Faa, un fuorilegge zingaro scozzese del XVII secolo, e di Lady Jane Hamilton, moglie del conte di Cassilis (identificato nella tradizione locale come John Kennedy 6º Conte di Cassilis). Lord Cassilis guidò un gruppo di uomini per inseguire i rapitori, che furono catturati e impiccati al "Dool Tree" nel 1643. Lady Jane Hamilton fu imprigionata per il resto della sua vita, morendo nel 1642. Tosches confronta anche la canzone della narrativa al mito greco antico di Orfeo ed Euridice.
Le differenze tra "The Gypsy Loddy" e "The Gypsy Johnny Faa" suggeriscono che derivino entrambe da una o più versioni precedenti, quindi la canzone è molto probabilmente da far risalire almeno al XVII secolo. Una melodia nei manoscritti di Skene e datata prima del 1600 assomiglia a melodie successive per questa canzone ed è intitolata "Lady Cassiles Lilt", di conseguenza deve esistere una canzone riguardante Lord e Lady Cassilis che era la fonte di entrambi.

## Registrazioni tradizionali

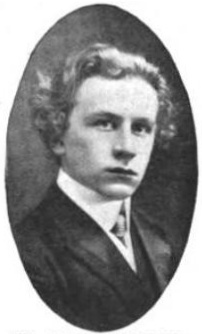
Percy Grainger, 1907, compositore e collezionista di canzoni

Centinaia di versioni della canzone sono sopravvissute nella tradizione orale fino al ventesimo secolo e sono state registrate da folkloristi di cantanti tradizionali. La canzone era popolare in Inghilterra, dove venivano effettuate molte registrazioni tra cui Harry Cox,  Walter Pardon  e Frank Hinchliffe. Nel 1908, il compositore e collezionista di canzoni Percy Grainger utilizzò la tecnologia fonografica per registrare un uomo di nome Archer Lane di Winchcombe, nel Gloucestershire, che cantava una versione della canzone; la registrazione è disponibile in due parti sul sito web della British Library Sound Archive.
Molti cantanti tradizionali irlandesi hanno eseguito versioni apprese nella tradizione orale, tra cui Paddy Tunney,  John Reilly  e Robert Cinnamond e il gruppo folk dei Planxty.  La registrazione di Paddy Tunney è disponibile sull'Irish Traditional Music Archive.
Alcune registrazioni tradizionali sono state effettuate in Scozia, inclusa la viaggiatrice scozzese Jeannie Robertson  e sua figlia Lizzie Higgins, la cui versione può essere ascoltata online tramite la Vaughan Williams Memorial Library.
La canzone è stata registrata molte volte anche negli Stati Uniti, principalmente con il titolo di "Gypsy Davy" o "Black Jack Davy", da persone i cui antenati hanno portato le canzoni dalle isole britanniche. Gli artisti americani includono i musicisti Jean Ritchie, Buell Kazee, Bascom Lamar Lunsford, Dillard Chandler e Texas Gladden; James Madison Carpenter ha registrato una donna che cantava una versione a Boone, nella Carolina del Nord, all'inizio degli anni '30.
I seguenti quattro versi sono l'inizio della versione della famiglia Ritchie di "Gypsy Laddie", cantata da Jean Ritchie:
An English lord came home one night

Inquiring for his Lady.

The servants said on every hand,

She’s gone with the Gypsy Laddie.

Go saddle me up my brownie,

And I will ride both night and day

Till I overtake my bonnie.

Oh, he rode East and he rode West,

And at last he found her.

She was lying on the green, green grass

And the gypsy’s arms all around her.

Oh, how can you leave your house and land?

How can you leave your money?

How can you leave your rich, young Lord

To be a gypsy’s bonnie?
Una versione, raccolta e impostata su accompagnamento pianistico da Cecil Sharp, raggiunse un pubblico molto più vasto. Con il titolo "The Wraggle Taggle Gypsies O! ", è stata pubblicata in diverse raccolte, in particolare una intitolata English Folk Songs for Schools,  che ha portato la canzone ad essere insegnata a generazioni di bambini delle scuole inglesi. Successivamente è stata utilizzata occasionalmente da musicisti jazz, ad esempio lo strumentale " Raggle Taggle " della band Territoriale Boots and His Buddies e la registrazione vocale di Maxine Sullivan.
In America, l'industria discografica di musica country ha diffuso versioni della canzone di musicisti famosi come Cliff Carlisle e la famiglia Carter, e successivamente del cantante rockabilly Warren Smith, con il titolo "Black Jack David". Nel revival della musica popolare americana, Woody Guthrie ha cantato e protetto da copyright una versione che ha chiamato "Gypsy Davy" (che in seguito è stata cantata anche da suo figlio Arlo).

## Canzoni correlate
La canzone "The Whistling Gypsy" descrive anch'essa la storia di una donna che scappa con un "gitano girovago", tuttavia, non c'è malinconia, difficoltà e conflitto.
La canzone "Lizzie Lindsay" ha un tema simile. Robert Burns ha adattato la canzone in "Sweet Tibby Dunbar", una versione più breve della storia. C'è anche una versione per bambini di Elizabeth Mitchell che ha il contenuto dei testi cambiato per parlare di una giovane ragazza "affascinante cuori delle donne" e che naviga "attraverso il mare blu profondo, dove i cieli sono sempre soleggiati".
La canzone di Bella Hardy "Good Man's Wife" è nella voce della moglie di Lord Cassillis. Il tema della canzone parla di come si è innamorata dello zingaro quando il suo matrimonio è diventato freddo, e la canzone si conclude con il familiare scambio di "letto di piume e ricchezza" per dormire in un campo con il suo amore; l'inseguimento del marito non si verifica.
Il cantautore Angelo Branduardi utilizza la melodia (arrangiandola in una versione tipica del suo primo stile musicale) per la canzone Vanità di vanità inserita nell'album della colonna sonora del film State buoni se potete, versione romanzata della vita di San Filippo Neri.